# Elecciones generales de Nueva Zelanda de 1981
Las elecciones generales de Nueva Zelanda de 1981 se celebraron el 28 de noviembre de 1981 en Nueva Zelanda con el fin de elegir a los diputados de la Cámara de Representantes de la cuadragésima legislatura. El Partido Nacional de Nueva Zelanda volvió a obtener una mayoría absoluta en la cámara legislativa, a pesar de haber obtenido menos votos que los laborista, lo que le permitió gobernar en solitario.

## Contexto
El Partido Nacional llevaba en el poder desde las elecciones de 1975, en las que obtuvo una aplastante victoria frente a los laboristas. Sin embargo, en las pasadas elecciones de 1978, los laboristas habían obtenido más votos que el Partido Nacional, siendo la primera vez que un partido ganaba las elecciones sin ser la fuerza más votada. El Primer Ministro nacional Robert Muldoon, se estaba volviendo muy impopular, tanto dentro de su propio partido como entre la opinión pública. Muchos comentaristas políticos opinaban que las elecciones de 1981 supondrían el final de su gobierno. 
El principal partido de la oposición, el Partido Laborista, estaba dirigido por Bill Rowling, que ya había sido el candidato en las dos elecciones precedentes. Aunque Rowling era visto como un candidato débil frente a Muldoon en las pasadas elecciones de 1975, durante la última legislatura había ido ganando popularidad. Además el pequeño Partido del Crédito Social, tradicional "tercer partido" de la política neozelandesa, había aumentado su popularidad debido al rechazo hacia ambos candidatos por parte del electorado. 

## Resumen de los resultados
Al igual que en las pasadas elecciones, volvió a darse la paradoja de que el Partido Laborista fue el más votado, aunque el Partido Nacional obtuvo suficientes escaños para gobernar en solitario. Sin embargo, la mayoría del Partido Nacional se redujo a un solo escaño, lo que se convertiría en un problema durante la legislatura. El Partido Laborista ganó tres representantes más y el Partido del Crédito Social retuvo sus dos escaños, aunque aumento sus votos hasta el 20% del electorado. La gran distorsión entre el porcentaje de votos y los escaños asignados dio comienzo a un debate para modificar el sistema electoral para que fuera más proporcional.

### Resultados por partidos políticos
|  | 38.7 % |

|  | 39.0 % |

|  | 20.6 % |

|  | 0.28 % |

|  | 1.63 % |

|  | 100.00 % |

|  | 91.40 % |